# Дубравице Горње
Дубравице Горње су насељено мјесто у саставу дистрикта Брчко, БиХ.

## Становништво
| Националност       | 1991.        |
| Срби               | 280 (87,77%) |
| Хрвати             | 20 (6,27%)   |
| Муслимани          | 0            |
| Југословени        | 2 (0,63%)    |
| остали и непознато | 17 (5,33%)   |
| Укупно             | 319          |